# Амос Мозанер
Амос Мозанер (12 березня 1995 , Тренто ) — італійський керлінгіст, олімпійський чемпіон 2022 року в парі з Стефанією Константіні, призер чемпіонату Європи.

## Олімпійські ігри
| Рік  | Місто                     | Команда | Змішані пари |
| ---- | ------------------------- | ------- | ------------ |
| 2018 | Пхьончхан, Південна Корея | 9       | —            |
| 2022 | Пекін, Китай              | 9       | 1            |